# 5738 Billpickering
5738 Billpickering eller 1989 UY3 är en asteroid i huvudbältet som upptäcktes 27 oktober 1989 av den amerikanske astronomen Eleanor F. Helin vid Palomar-observatoriet. Den är uppkallad efter amerikanen Bill Pickering.